# 인터넷범죄신고센터

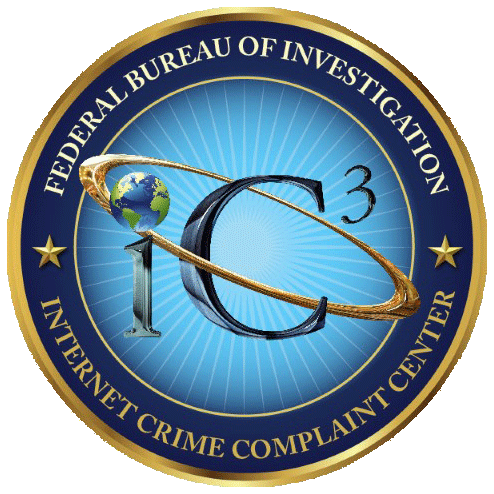
FBI 인터넷 범죄 신고 센터의 도장

인터넷범죄신고센터 (Internet Crime Complaint Center, IC3)는 미국 연방수사국(FBI)의 한 부서로, 인터넷을 이용한 범죄 혐의를 조사하는 부서이다. IC3는 인터넷에서 범죄 또는 민사 위반이 의심되는 경우 당국에 경고하는 편리하고 사용하기 쉬운 보고 메커니즘을 제공한다. IC3는 연방, 주, 지방, 국제 수준의 법 집행 기관에 단서를 개발하고 통보한다. IC3에 전송된 정보는 수사 및 정보 목적으로 분석되고 법 집행 기관에 배포되며 대중의 인식에 도움이 된다.

## 역사
IC3는 2000년에 인터넷 사기 신고 센터(IFCC)로 설립되었다. 주로 지적 재산권 문제, 컴퓨터 침입, 경제 스파이, 온라인 강탈, 국제 돈세탁, 신원 도용 및 기타 인터넷 관련 범죄와 같은 온라인 사기에 초점을 맞추고 있다.
온라인 범죄는 다른 범죄와 중복될 기회가 있고, 온라인상에서 저지르거나 조장되는 모든 범죄가 단지 사기죄가 아니라는 인식에 따라, IFCC는 인터넷 범죄로 이름이 바뀌었다. 2003년 10월 불만 신고 센터는 이러한 문제의 광범위한 성격을 더 잘 반영하고 잠재적으로 중복될 수 있는 다른 사이버 범죄와 온라인 사기를 구별할 필요성을 최소화하였다.

## 같이 보기
- 유죄 판결을 받은 컴퓨터 범죄자 목록